# Aspicarpa longipes
Aspicarpa longipes là một loài thực vật có hoa trong họ Malpighiaceae. Loài này được A.Gray mô tả khoa học đầu tiên năm 1852.